# Selbitz (Oberfranken)

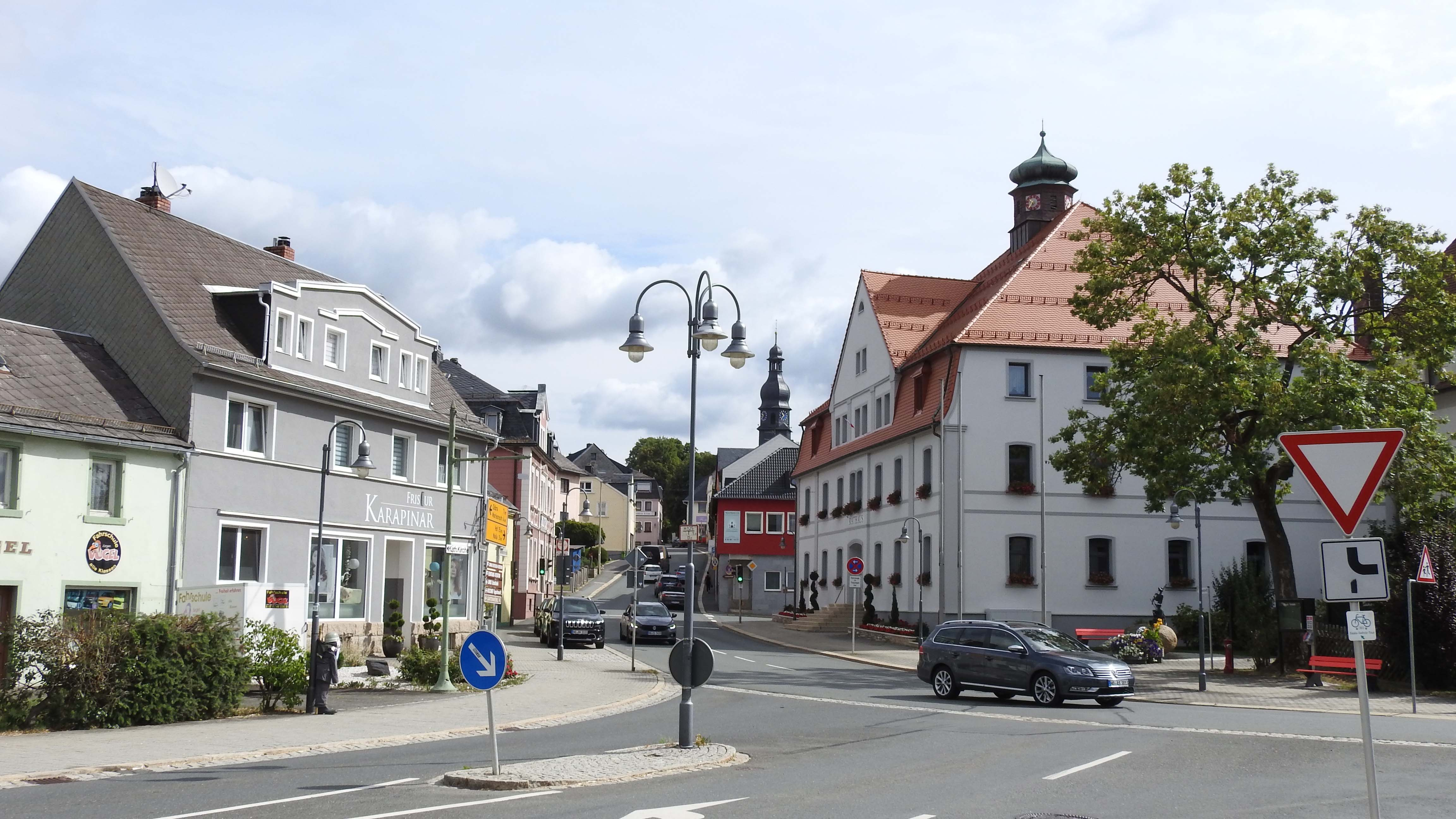
Stadtmitte Selbitz

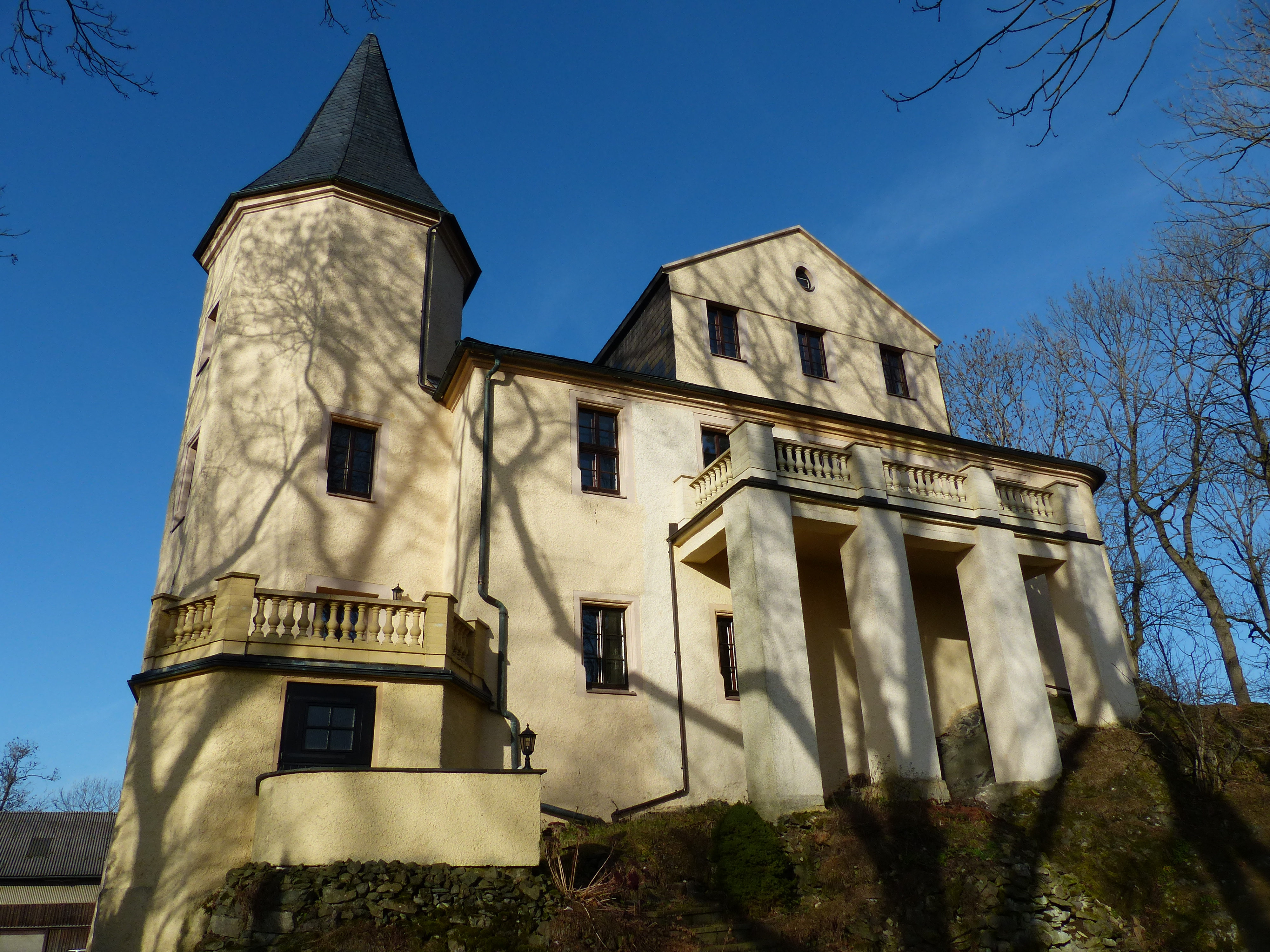
Schloss Neuhaus

Selbitz (fränkisch: Selbeds) ist eine Stadt im oberfränkischen Landkreis Hof in Bayern und liegt im Frankenwald, etwa 14 Kilometer westlich der Stadt Hof.

## Ortsname
Der Ortsname ist belegt mit „Seilbitz“ (1358), „Selbitz“ (1367), „Selwitz“ (1374), „Selwicz“ und „Selbitz“ (1386), „Selbicz“ (1388), „Schelwitz“ (1401), „Selwitz“ (1407), „Selwicz“ (1421) und ab dem 15. Jahrhundert „Selbitz“.
Die Bezeichnung stammt entweder vom Gewässernamen Želvьnica (für Schildkrötenbach), wofür das westslawische Wort Žely (für Schildkröte) als Basis diente, oder vom Wort Zělwina (für die Grüne) ab. Damit und wegen der Endung -itz ist der Ortsname ein Relikt der Westslawen, die sich vor allem im 6. Jahrhundert bei einer Siedlungswelle im heutigen Oberfranken (daraufhin auch als terra slavorum bezeichnet) niederließen.
Die Einwohner tragen den Spitznamen „Bockpfeifer“. Diese Bezeichnung ist etwa in der ersten Hälfte des 19. Jahrhunderts entstanden, da die Selbitzer häufig als Bettelmusikanten in der Gegend unterwegs waren und dabei eine Bockpfeife (Dudelsack) spielten. Die Benennung ist in Selbitz häufig anzutreffen, so gibt es zum Beispiel eine Gaststätte, einen Fanclub, einen Wanderweg und den Brunnen am Rathaus, deren Namensbestandteil Bockpfeifer ist. Auch im Stadtwappen und im Titel des ehemaligen Heimatblattes Der Selbitzer Bockpfeifer taucht die Figur auf.

## Geografie

### Geografische Lage
Die Stadt liegt am gleichnamigen Fluss Selbitz, der den Ort von Süd nach Nord durchfließt. Im Stadtgebiet mündet auch der aus südöstlicher Richtung kommende Rothenbach. Selbitz liegt im Bayerischen Vogtland und am östlichen Rand des Naturparks Frankenwald.

### Nachbargemeinden
Angrenzende Gemeinden sind:
|       | Berg                                        | Köditz       |
| Naila | Kompassrose, die auf Nachbargemeinden zeigt | Hof          |
|       | Schauenstein                                | Leupoldsgrün |

### Gemeindegliederung
Die Gemeinde Selbitz hat 17 Gemeindeteile; in Klammern sind die Siedlungstypen und die Einwohnerzahlen mit Stand 8. Juni 2021 angegeben:
- Dörnthal (Dorf, 97)
- Edlasmühle (Einöde)
- Föhrighaus (Einöde)
- Hüttung (Dorf, 107)
- Hüttungshaus (Einöde)
- Kohlbühl (Weiler, 16)
- Kreuzbühl (Einöde)
- Neuhaus (Dorf, 171)
- Rodesgrün (Dorf, 164)
- Rothenbürg (Dorf, 141)
- Schertlas (Einöde)
- Selbitz (Hauptort, 3201)
- Sellanger (Dorf, 99)
- Staudenhäuser
- Stegenwaldhaus (Dorf, 78)
- Wachholderbusch (Dorf, 50)
- Weidesgrün (Dorf, 173)

Auf dem Gemeindegebiet liegt die Einöde Wiesenhaus und die Wüstung Stegmühle.
Es gibt auf dem Gemeindegebiet die Gemarkungen Dörnthal, Neuhaus, Rodesgrün, Selbitz und Weidesgrün. Die Gemarkung Selbitz hat eine Fläche von 9,404 km² und ist in 2935 Flurstücke aufgeteilt, die eine durchschnittliche Fläche von 3204 m² haben. In ihr liegen die Gemeindeteile Föhrighaus, Hüttungshaus, Kreuzbühl und Schertlas.

## Geschichte
Selbitz war seit 1388 im Besitz der Burggrafen von Nürnberg, die den Ort häufig als Lehen weitergaben. Dem späteren Amt des seit 1792 preußischen Fürstentums Bayreuth wurde am 16. Mai 1783 das Marktrecht verliehen. Selbitz besaß wichtige magistratische Eigenrechte. Die Marktgemeinde fiel im Frieden von Tilsit 1807 an Frankreich und kam 1810 zu Bayern. Im Zuge der Verwaltungsreformen in Bayern entstand mit dem Gemeindeedikt von 1818 die heutige Gemeinde. Am 26. Oktober 1954 wurde dem Markt Selbitz die Bezeichnung Stadt verliehen.

### Dreißigjähriger Krieg
Da sich Markgraf Christian in den ersten 13 Jahren des Dreißigjährigen Krieges (1618–1648) neutral verhielt, blieb die Gegend um Selbitz weitgehend vom Krieg verschont. 1632 schloss er ein Bündnis mit dem Schwedenkönig Gustav Adolf, wodurch der Krieg auch nach Selbitz kam. Am 11. Oktober 1632 wurde die Stadtkirche von Kroaten in Brand gesteckt, das Pfarrhaus, die Schule und weitere Wohnhäuser und Scheunen wurden ebenfalls zerstört. Außerdem gingen dabei die Kirchenbücher verloren.

### Bierkrieg zwischen Naila und Selbitz
Am 11. April 1778 wurde die ehemals reußische Selbitzer Brauerei an die Nailaer bürgerliche Braugenossenschaft verkauft, ohne vorher die Bevölkerung davon in Kenntnis zu setzen. Das hatte zur Folge, dass auch Bier aus Naila nach Selbitz geliefert werden durfte. Als am 13. April 1778 die ersten Fässer nach Selbitz gebracht werden sollten, wurde der Transport zunächst von General von Reitzenstein, Besitzer der zweiten Selbitzer Brauerei, Heinrich Beyer, Bürgermeister, und Georg Christoph Dittmar, Schöffe und Bäcker, aufgehalten, durfte aber später doch passieren, wobei ein Fass direkt ins Wirtshaus, die übrigen in einen Keller geliefert wurden. Diese wurden zwei Tage später durch den Bürgermeister und den Schöffen zerstört. Als am 24. April erneut eine Lieferung nach Selbitz unterwegs war, stoppten Beyer und Dittmar auch diese, worauf beide verhaftet wurden, aber zunächst mit Unterstützung der örtlichen Bevölkerung fliehen konnten. Am 6. Mai wurden beide zu Hause verhaftet und zur Gerichtsverhandlung nach Hof gebracht. Dort wurden sie zu je sechs Wochen Gefängnis wegen Beschädigung fremden Eigentums, Befehlsverweigerung und Vergeudung von Gerstensaft verurteilt.
Obwohl die Selbitzer den Prozess und damit den Bierkrieg verloren, wird bei dem seit 1834 jährlich stattfindenden Heimat- und Wiesenfest in Ermangelung einer eigenen Brauerei Bier aus Naila ausgeschenkt. Ebenso wird bei dem Fest seit 1959 im Anschluss an den Festzug die Gerichtsverhandlung von Kindern und Jugendlichen auf der Rathaustreppe nachgespielt (Wiesenfestspiel).

### Verwaltungsgeschichte
Gegen Ende des 18. Jahrhunderts bestand Selbitz aus 128 Anwesen, einer Kirche, einer Schule, einem Brauhaus und einer Zollstätte. Die Hochgerichtsbarkeit sowie die Dorf- und Gemeindeherrschaft hatte das bayreuthische Verwaltungsamt Selbitz. Grundherren waren
- das Vogteiamt Selbitz: 1 Badstube;
  - für die ehemals reußischen Güter (58 Anwesen): 1 ehemaliges Schloss, 7 Halbhöfe, 1 Hof, 7 Häuser, 28 Tropfhäuser, 1 Herberge mit Schankrecht, 1 Mühle, 9 Herbergen, 2 halbe Herbergen, 1 Gütlein;
  - für die ehemals reitzensteinischen Güter (67 Anwesen): 1 ehemaliges Schloss, 1 Schafhaus, 1 Gut, 7 Halbhöfe, 5 Herbergen, 1 Mühle; 1 Wirtshaus, 7 Häuser, 4 „Fischgütlein“, 37 Tropfhäuser, 1 halbe Herberge, 1 halbes Tropfhaus;
- das Gotteshaus Selbitz: 3 Sechstelhöfe.[19]

Von 1797 bis 1810 unterstand Selbitz dem Justiz- und Kammeramt Naila. Infolge des Ersten Gemeindeedikts wurde 1812 der Steuerdistrikt Selbitz gebildet. Zu diesem gehörten Dörnthal, Hüttung, Hüttungshaus, Kreuzbühl, Rothenbürg, Sellanger und Staudenhäuser. Zugleich entstand die Munizipalgemeinde Selbitz (Magistrat III. Klasse) mit den Orten Hüttungshaus und Kreuzbühl. Sie war in Verwaltung und Gerichtsbarkeit dem Landgericht Naila zugeordnet und in der Finanzverwaltung dem Rentamt Lichtenberg (1919 in Finanzamt Lichtenberg umbenannt, seit 1955 Finanzamt Naila). Ab 1862 gehörte Selbitz zum Bezirksamt Naila (1939 in Landkreis Naila umbenannt). Die Gerichtsbarkeit blieb beim Landgericht Naila (1879 in Amtsgericht Naila umgewandelt). 1964 hatte die Gemeinde eine Gebietsfläche von 9,381 km².

### Gebietsreform
Bei der Gebietsreform in Bayern wurden vier Gemeinden nach Selbitz eingemeindet: Dörnthal (mit Hüttung, Rothenbürg, Sellanger, Staudenhäuser, Stegenwaldhaus), Neuhaus (mit Edlasmühle, Wachholderbusch), Rodesgrün (mit Kohlbühl) am 1. April 1971 und Weidesgrün am 1. Mai 1978. Außerdem wurden am 1. Juli 1976 Gebietsteile der Nachbargemeinden Köditz und Leupoldsgrün mit damals jeweils weniger als 50 Einwohnern eingegliedert.
Im Zuge der Kreisgebietsreform kam der Landkreis Naila zusammen mit Selbitz am 1. Juli 1972 zum Landkreis Hof.

### Einwohnerentwicklung
Im Zeitraum 1988 bis 2018 sank die Einwohnerzahl von 4948 auf 4294 um 654 bzw. um 13,2 %. Am 31. Dezember 1994 hatte die Stadt 5048 Einwohner.
Gemeinde Selbitz
| Jahr      | 1819   | 1840   | 1852   | 1861   | 1867   | 1871   | 1875   | 1880   | 1885   | 1890   | 1895   | 1900   | 1905   | 1910   | 1919   | 1925   | 1933   | 1939   | 1946   | 1950   | 1961   | 1970   | 1987   | 2000 | 2010   | 2015   | 2022   |
| Einwohner | 1108   | 1592   | 1624   | 1673   | 1681   | 1620   | 1586   | 1604   | 1836   | 1670   | 1720   | 1913   | 2009   | 2156   | 2233   | 2446   | 2823   | 2861   | 3698   | 3858   | 4174   | 4200   | 4981   | 4947 | 4507   | 4359   | 4249   |
| Häuser    |        |        |        |        |        | 200    |        |        | 226    | 232    |        | 254    |        |        |        | 337    |        |        |        | 443    | 639    |        | 1273   |      |        | 1350   | 1373   |
| Quelle    | [ 20 ] | [ 25 ] | [ 25 ] | [ 26 ] | [ 27 ] | [ 28 ] | [ 29 ] | [ 30 ] | [ 31 ] | [ 32 ] | [ 25 ] | [ 33 ] | [ 25 ] | [ 34 ] | [ 25 ] | [ 35 ] | [ 25 ] | [ 25 ] | [ 25 ] | [ 36 ] | [ 21 ] | [ 37 ] | [ 38 ] |      | [ 39 ] | [ 39 ] | [ 40 ] |

Ort Selbitz
| Jahr      | 1819   | 1861   | 1871   | 1885   | 1900   | 1925   | 1950   | 1961   | 1970   | 1987   | 2021 |
| Einwohner | 1108   | 1653   | 1604   | 1813   | 1902   | 2437   | 3836   | 4156   | 4190   | 3696   | 3201 |
| Häuser    |        |        |        | 224    | 252    | 335    | 439    | 635    |        | 895    |      |
| Quelle    | [ 20 ] | [ 26 ] | [ 28 ] | [ 31 ] | [ 33 ] | [ 35 ] | [ 36 ] | [ 21 ] | [ 37 ] | [ 38 ] |      |

### Dokumentation der Stadtgeschichte
Zur Dokumentation der Geschichte der heutigen Gemeinde Selbitz, tragen das Stadtarchiv im Rathaus und das Schulmuseum in der Grund- und Mittelschule bei. Des Weiteren wurde seit den 1950er Jahren der Selbitzer Bockpfeifer als Beilage des städtischen Bürgerblattes veröffentlicht, wobei die Vergangenheit von Selbitz, sowie Erlebnisse der Bevölkerung (laienhaft) beleuchtet wurden (→ Literatur).

## Religion

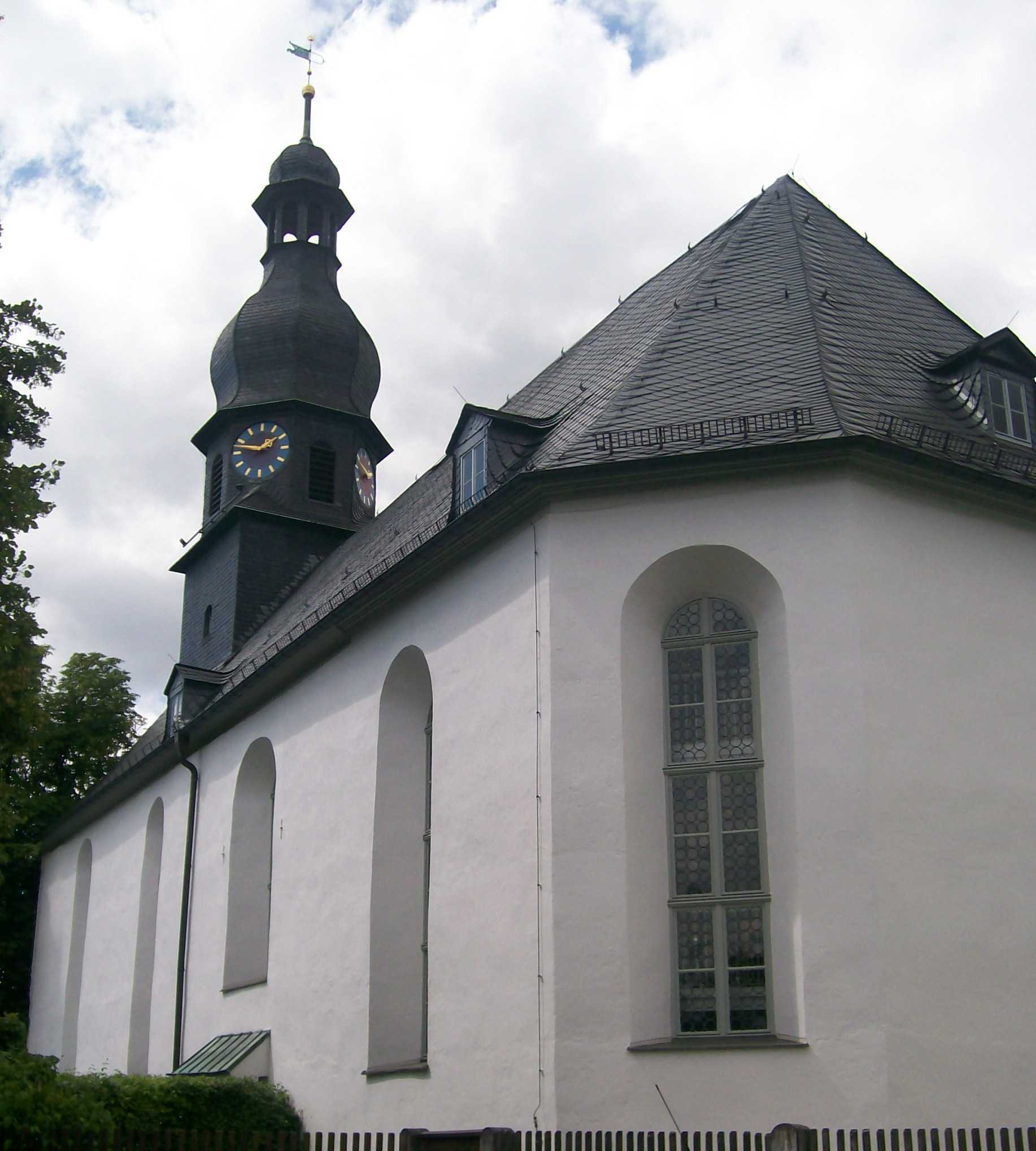
Evangelisch-lutherische Kirche von Selbitz mit einem für die Gegend charakteristischen Schieferdach (2009)

Der Großteil der Bevölkerung gehört der evangelisch-lutherischen Kirche an. Daneben besitzen die evangelisch-methodistische Kirche sowie die römisch-katholische Kirche eigene Gotteshäuser.
Der Friedhof befindet sich etwas außerhalb der Stadt in der Brunnenstraße, nachdem der alte Friedhof an der evangelisch-lutherischen Pfarrkirche zu klein geworden war. Die Namen der Gefallenen und Vermissten der beiden Weltkriege sind auf Tafeln an der Außenseite des Gotteshauses verzeichnet.
Selbitz ist seit 1949 Sitz der Communität Christusbruderschaft Selbitz, einer Lebensgemeinschaft innerhalb der Evangelisch-Lutherischen Kirche in Bayern. Das Gelände der Communität befindet sich auf dem Wildenberg, einer Anhöhe oberhalb des Ortes am Waldrand. Neben dem Ordenshaus befindet sich dort auch ein Gästehaus, das Haus der Begegnung und Einkehr. Im Walter-Hümmer-Haus betreibt die Christusbruderschaft Selbitz ein Altenheim und eine Arztpraxis, ebenfalls auf dem Wildenberg. Für verstorbene Mitglieder der Christusbruderschaft gibt es auf dem Wildenberg im Wald einen eigenen Friedhof.

## Politik

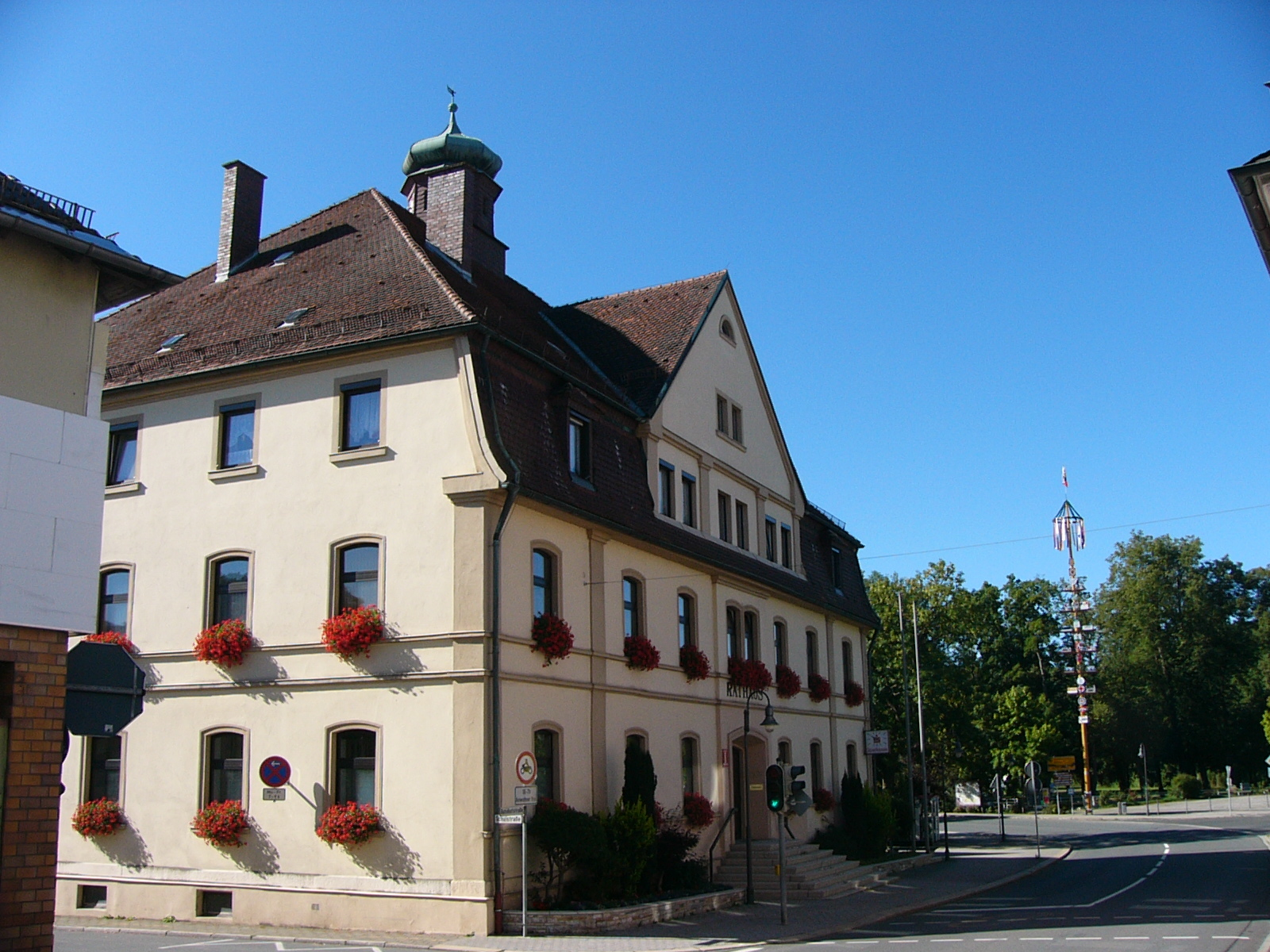
Das Rathaus von Selbitz (2012)

### Bürgermeister
Liste der Bürgermeister seit dem Zweiten Weltkrieg:
- 1945–0000: Hans Kießling, eingesetzt von der US-Militärverwaltung
- 1945–1946: Hans Friedrich, eingesetzt von der US-Militärverwaltung
- 1946–1948: Georg Rank (Christlich-Demokratische Wählergruppe CDW)
- 1948–1952: Nikol Weber (CDW)
- 1952–1956: Josef Kohnen (SPD)
- 1956–1978: Adolf Thumser (Überparteiliche Wählergemeinschaft ÜWG)
- 1978–1990: Herbert Schmidt (Parteifreie Wähler PFW)
- 1990–2013: Klaus Adelt (SPD)
- 2013–2014: Karl-Heinz Färber (PFW), als zweiter Bürgermeister
- seit 2014: Stefan Busch (PFW)[43][44][45]

### Stadtrat
Die vergangenen vier Kommunalwahlen führten in Selbitz zu den folgenden Sitzverteilungen im Stadtrat:
| Partei / Liste                           | 2002 | 2008 | 2014 | 2020 |
| CSU                                      | 7    | 5    | 5    | 5    |
| SPD                                      | 8    | 6    | 4    | 4    |
| Grüne                                    | –    | –    | –    | 1    |
| Parteifreie Wähler (PFW)                 | 3    | 3    | 5    | 4    |
| Überparteiliche Wählergemeinschaft (ÜWG) | 2    | 2    | 2    | 2    |
| Summe                                    | 20   | 16   | 16   | 16   |

### Bundestag, Landtag, Bezirkstag und Kreistag
Selbitz liegt bei Bundestagswahlen im Wahlkreis Hof (Wahlkreis 239), der neben dem Landkreis Hof die Stadt Hof sowie den Landkreis Wunsiedel im Fichtelgebirge umfasst. Bei der Wahl 2013 direkt gewählter Abgeordneter ist Hans-Peter Friedrich (CSU). Daneben gehören aus dem Wahlkreis auch Petra Ernstberger (SPD), Silke Launert (CSU) und Elisabeth Scharfenberg (Grüne) dem Deutschen Bundestag (631 Mitglieder) an.
Für die Landtagswahlen umfasst der Stimmkreis Hof (Stimmkreis 406), in dem Selbitz liegt, die Stadt Hof sowie den Landkreis Hof. Bei der letzten Wahl 2013 direkt gewählter Abgeordneter ist Alexander König (CSU). Zudem gehört der ehemalige Selbitzer Bürgermeister Klaus Adelt (SPD) als Listenkandidat dem Bayerischen Landtag (180 Mitglieder) an.
Der Stimmkreis für den Bezirkstag von Oberfranken (17 Mitglieder) ist mit dem Landtagsstimmkreis identisch, die Wahl findet zudem zeitgleich statt. Direkt gewählter Abgeordneter ist Eberhard Siller (CSU). Derzeit gehört kein weiterer Abgeordneter aus dem Gebiet des Stimmkreises dem Bezirkstag an.
Im Kreistag (60 Mitglieder) des Landkreises Hof (letzte Wahl 2014) ist Selbitz mit den Kreistagsabgeordneten Klaus Adelt (SPD), Christa Fickenscher und Carsten Kirschner (beide CSU) vertreten.

### Wappen und Flagge
Wappen
| Wappen Stadt Selbitz | Blasonierung: „Gespalten; vorne (heraldisch rechts) in Rot auf grünem Boden die silbern gekleidete Figur eines Dudelsackpfeifers (Bockpfeifer) mit schwarzem Dudelsack; hinten (heraldisch links) geviert von Silber und Schwarz“ |
| Wappen Stadt Selbitz | Wappenbegründung: Dieses Wappen ist das aktuelle Stadtwappen seit 1977. Im Jahre 1783 wurde dem Ort Selbitz von dem Markgrafen von Brandenburg-Ansbach das Marktrecht verliehen. Aus diesem Grund ist das Stadtwappen der Markgrafen – die Silber-Schwarz-Vierung – in das Stadtwappen übernommen worden. Die Gestalt des sogenannten Bockpfeifers erinnert an einen Übernamen der Selbitzer Bürger, der in der ersten Hälfte des 19. Jahrhunderts entstanden ist, und auf das Gewerbe der Wandermusikanten hinweist, dem die Selbitzer wegen der damaligen sozialen Lage vielfach nachgegangen sind. Es handelt sich hierbei um die Darstellung einer charakteristischen örtlichen Überlieferung. |

Flagge
Die Gemeindeflagge ist weiß-rot.

### Partnerschaften
Im Zuge der Wende 1990 wurde Pausa im sächsischen Vogtlandkreis die Partnerstadt von Selbitz. Außerdem besteht eine Partnerschaft mit dem gleichnamigen Ortsteil Selbitz der Stadt Kemberg im Landkreis Wittenberg in Sachsen-Anhalt.

## Kultur und Sehenswürdigkeiten

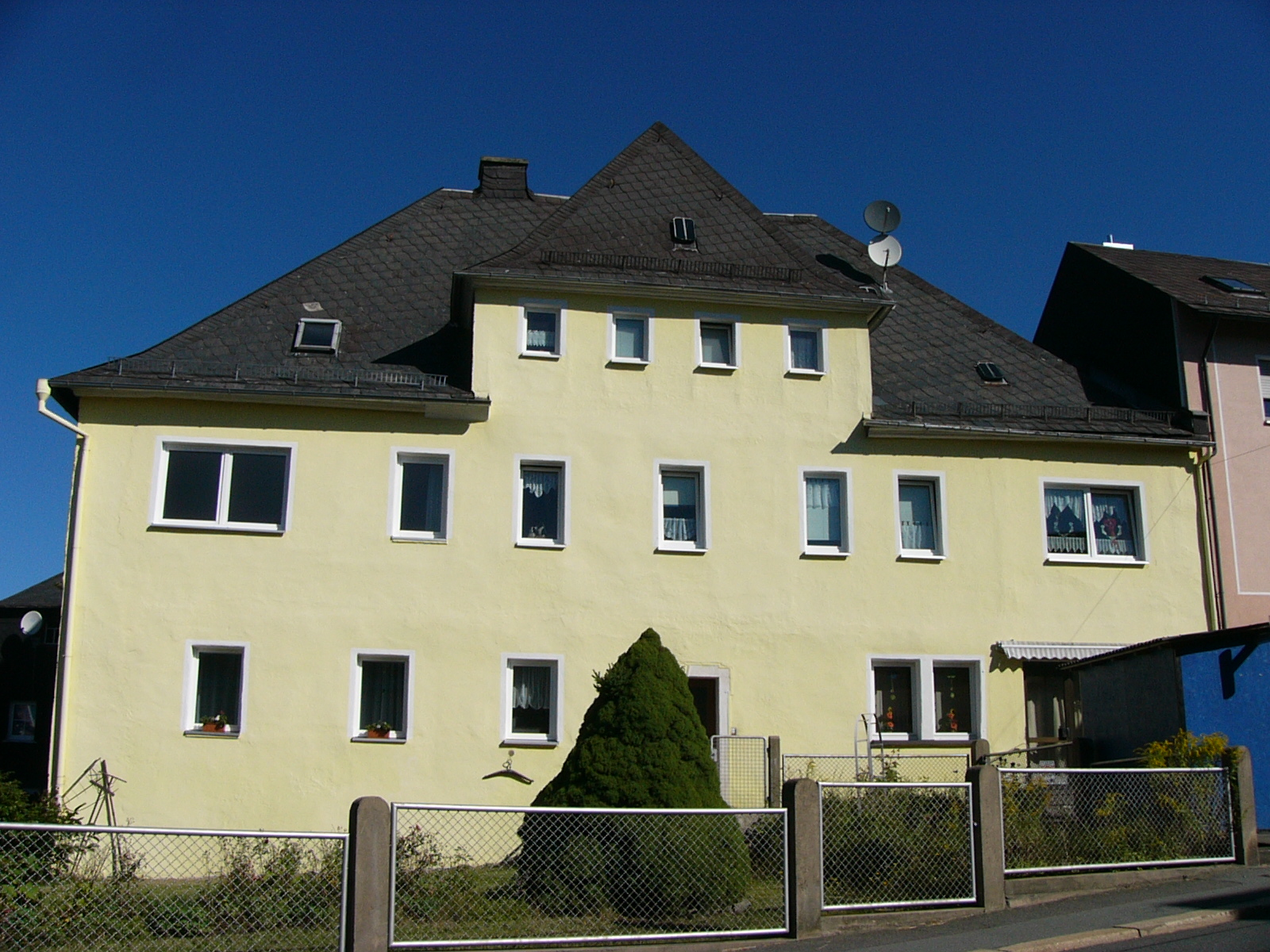
Neues Schloss

### Baudenkmäler
- In Selbitz gab es ein Altes Schloss, das dem Fürstenhaus Reuß gehörte und 1972 wegen Baufälligkeit abgebrochen wurde. Heute existiert noch das Neue Schloss, das nach der Teilung des Rittergutes erbaut wurde und sich zunächst im Eigentum der Familie von Reitzenstein befand.

Im Gemeindeteil Neuhaus befindet sich das Schloss Neuhaus. Das Bauwerk wurde 1427/1428 errichtet und gehörte u. a. der Familie von Waldenfels. Das Schloss befindet sich im Privatbesitz.

### Sport

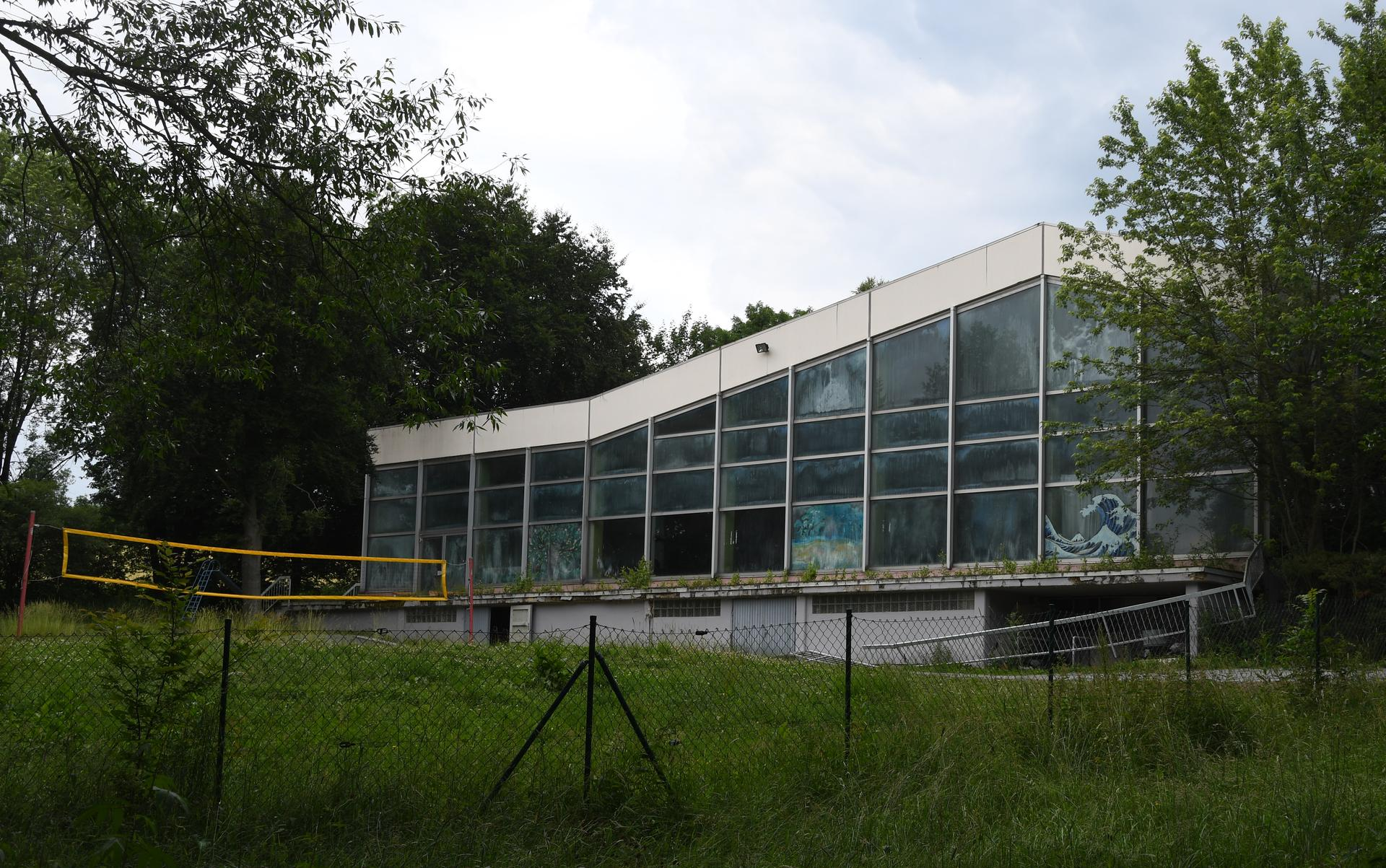
Hallenbad Selbitz, 2018

Im Jahr 1971 wurde das städtische Hallenbad mit Sauna in Selbitz eröffnet. Nach über 38 Jahren musste das Bad 2010 aus finanziellen Gründen geschlossen werden. Nachdem das Gebäude noch lange Zeit als Vereinssauna gedient hatte, wurde es im Jahr 2019 abgerissen und das Gelände renaturiert.

### Freizeit, Sport und Tourismus
Die Stadt Selbitz zieht während des Heimat- und Wiesenfestes seit 1834 alljährlich Ende Juli mehrere tausend Besucher an. Im Laufe des Jahres finden der Ostermarkt, Bauernmärkte, ein Kärwamarkt, der Herbstmarkt und der Weihnachtsmarkt statt.
Die Stadt und ihr Umland bieten für Besucher zahlreiche Möglichkeiten für Wanderungen, Fahrradtouren (102 km Strecke), Reiten, Schießen und Tennis.
Freizeitangebote und -aktivitäten werden u. a. durch den Fremdenverkehrsverein und die überregionale Touristikgemeinschaft Selbitztal koordiniert. In Selbitz gibt es eine Reihe Vereine, darunter Freiwillige Feuerwehren und Zimmerstutzen-Schützengesellschaften mehrerer Ortsteile, außerdem Fußballvereine. Die SpVgg Selbitz (gegründet 1914) spielt, nachdem 2012 der Aufstieg aus der Staffel Nord der Landesliga Bayern gelang, in der Saison 2013/14 in der Nordstaffel der Fußball-Bayernliga und ist damit fünftklassig.

## Wirtschaft und Infrastruktur

### Unternehmen

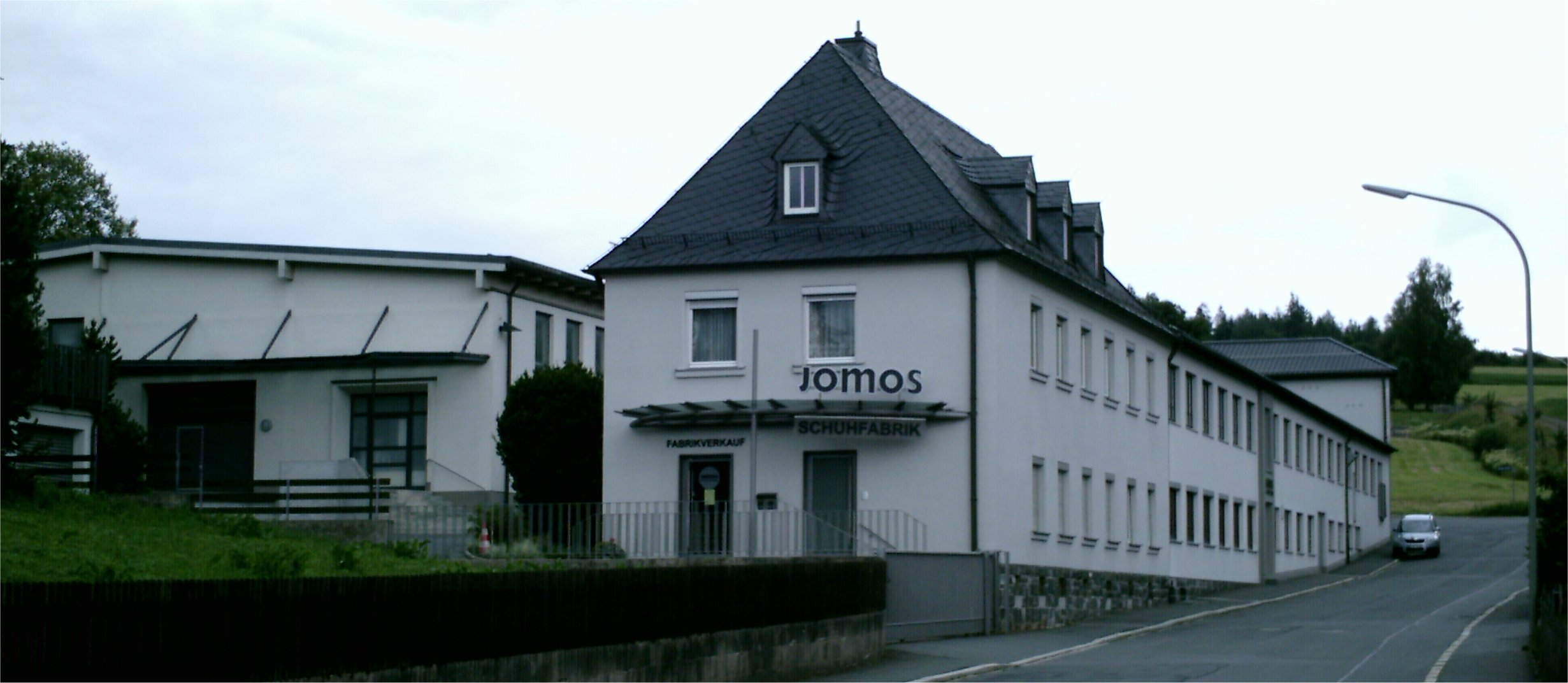
Standort der Firma Jomos in der Garlesstraße in Selbitz (2011)

Überwiegend ist Industrie ansässig (Textil und Bekleidung, Farben und Lacke, Gewürze, Kunststoffverarbeitung, Elektrotechnik, Maschinenbau, Druckerei, Spedition, Bauwaren und Bauhandwerk), wobei die Anzahl an Firmen in den letzten Jahrzehnten abgenommen hat. Neu angesiedelt wurde die Firma Serag-Wiesner. Auf dem Gelände der 1998 in die Insolvenz gegangenen Apparatebau Wilhelm Heibl GmbH & Co. wurde Ende 2009 die mediherz-Versandapotheke eröffnet, die zur Luitpold Apotheke in Bad Steben (medikamente-per-klick.de) gehört. Einer der bekanntesten Firmen in Selbitz ist die Schuhfabrik Jomos. Die Stadt verfügt über ein verkehrsgünstig an den Bundesautobahnen A 9 und A 72 gelegenes Gewerbegebiet.

### Medien
Im Bereich der Printmedien wird die Frankenpost gelesen. Jeden Donnerstag gibt die Stadt Selbitz ihr Bürgerblatt heraus, das bei der Gemeinde und in einigen örtlichen Geschäften erhältlich ist. Regionale Fernseh- (TV Oberfranken) und Radiosender (z. B. Radio Euroherz) können empfangen werden.

### Bildung und Schulen
Selbitz verfügt über zwei Kindergärten, beide in evangelisch-lutherischer Trägerschaft und eine Grund- und Mittelschule (bis zum Schuljahr 2009/10 Grund- und Hauptschule; vor Ort ist zudem die Benennung „Volksschule“ üblich). Weiterführende Schulen gibt es im vier Kilometer entfernten Naila und im 14 km entfernten Hof. In jedem Semester finden mehrere Kurse der Volkshochschule in Selbitz statt.

### Verkehr

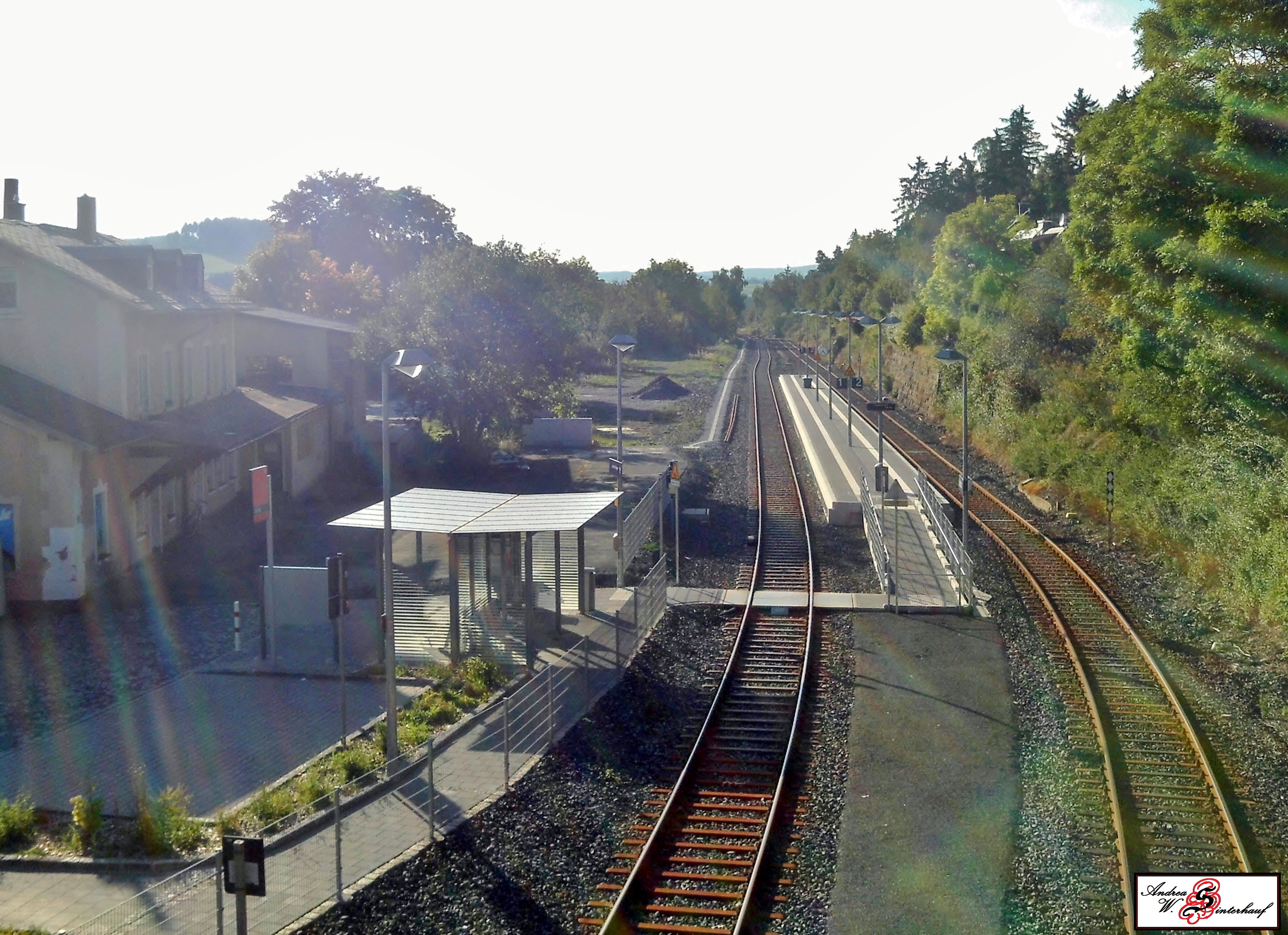
Bahnhof Selbitz (2012)

#### Straße
Die Bundesstraße 173 führt zur Anschlussstelle 32 der Bundesautobahn 9 (3 km nordöstlich) bzw. nach Naila (3 km westlich). Die Staatsstraße 2195 führt zu einer Anschlussstelle der B 173 bei Naila (1,9 km westlich) bzw. über Weidesgrün nach Schauenstein (4,3 km südlich). Die Kreisstraße HO 33 führt nach Marlesreuth zur Staatsstraße 2158 (4 km südwestlich) bzw. die A 9 unterquerend zur B 173 (4 km nordöstlich). Die Kreisstraße HO 27 führt nach Neumühl zur Staatsstraße 2693 (4,1 km südöstlich). Gemeindeverbindungsstraßen führen die B 173 überbrückend nach Rodesgrün (2,2 km nördlich), die B 173 überbrückend nach Neuhaus (2,7 km nördlich) und nach Rothenbürg (1 km südöstlich).
,

#### Bahn
Selbitz ist über die Bahnstrecke Hof–Bad Steben an das Eisenbahnnetz angeschlossen. Neben dem Hauptort befinden sich in den Ortsteilen Rothenbürg und Stegenwaldhaus Bedarfshaltepunkte. Der Bahnhof Selbitz verfügt gegenwärtig über zwei Durchfahrtsgleise und ist Kreuzungsbahnhof für die ansonsten eingleisige Strecke, die im angenäherten Stundentakt bedient wird. Die Strecke wird seit 2011 von der Agilis-Verkehrsgesellschaft befahren.
Früher war es über die Bahnstrecke Selbitz–Helmbrechts außerdem möglich, auch durch das obere Selbitztal mit dem Zug zu fahren. In deren Verlauf hatte auch Weidesgrün einen Haltepunkt. 1976 endete der Personenverkehr auf dieser Strecke, später wurde sie komplett stillgelegt.

## Persönlichkeiten

### Ehrenbürger
Selbitz hat einen Ehrenbürger:
- Josef Witt (1884–1954), Gründer des Textilhandelhauses Witt Weiden, für den Auf- und Ausbau einer Weberei in Selbitz, ernannt 1949.[57]

Außerdem wurden 1933, zu Beginn der Zeit des Nationalsozialismus, aus politischen Gründen vier Ehrenbürger ernannt, denen der Ehrentitel nach Kriegsende 1945 wieder entzogen wurde (angegeben sind die Funktionen bei der Ernennung):
- Franz Ritter von Epp (1868–1947), Reichsstatthalter in Bayern
- Paul von Hindenburg (1847–1934), Reichspräsident
- Adolf Hitler (1889–1945), Reichskanzler
- Hans Schemm (1891–1935), Gauleiter der Bayerischen Ostmark, bayerischer Kultusminister

### Söhneder Stadt
- Heinrich von Selbitz (Heinrich Barnickel) (1843–1919), Schriftsteller
- Philipp Wurzbacher (1898–1984), Politiker (NSDAP) und Mitglied des Reichstages
- Georg Kießling (1903–1964), Fußballspieler (vor allem SpVgg Fürth)
- Gerhard Wirth (1926–2021), im Stadtteil Hüttung geborener Historiker und Hochschullehrer

### Personen, die vor Ort wirken oder gewirkt haben
- Klaus Adelt (* 1956), Politiker (SPD), von 1990 bis 2013 Erster Bürgermeister von Selbitz, jetzt Stadtratsmitglied, Kreisrat und Mitglied des Landtages
- Walid Aziz (* 1969), Transportunternehmer und bis 2022 Brauereibesitzer in Naila

### Adelsfamilien
Die Geschichte von Selbitz und seiner Ortsteile wurde Jahrhunderte u. a. von Mitgliedern der Adelsfamilien Reitzenstein, Reuß, Rotenhan und Tettenbach geprägt. Deren Familienwappen sind an der Decke der Stadtkirche angebracht. Weitere Geschlechter mit Bezug zum Ort sind Dobeneck und Waldenfels.
Darüber hinaus gab es eine dem Ritterkanton Rhön-Werra angehörende Familie von Selbitz, die ihr Stammhaus „unweit [der Nachbargemeinde] Schauenstein“ hatte. Hans von Selbitz war Mitstreiter des Götz von Berlichingen und wurde im Schauspiel Götz von Berlichingen (1773) von Johann Wolfgang von Goethe literarisch verewigt.